# Primi ministri della Guinea Equatoriale
I primi ministri della Guinea Equatoriale dal 1968 (data di indipendenza dalla Spagna) ad oggi sono i seguenti.

## Lista
| Primo ministro                                               | Primo ministro     | Primo ministro               | Partito                                                        | Elezione        | Mandato        | Mandato         |
| Primo ministro                                               | Primo ministro     | Primo ministro               | Partito                                                        | Elezione        | Inizio         | Fine            |
| ------------------------------------------------------------ | ------------------ | ---------------------------- | -------------------------------------------------------------- | --------------- | -------------- | --------------- |
| Carica non istituita (dal 12 ottobre 1968 al 15 agosto 1982) |                    |                              |                                                                |                 |                |                 |
|                                                              |                    | Cristino Seriche Bioko       | Indipendente, poi Partito Democratico della Guinea Equatoriale | 1983, 1988      | 15 agosto 1982 | 4 marzo 1992    |
|                                                              |                    | Silvestre Siale Bileka       | Partito Democratico della Guinea Equatoriale                   | 1993            | 4 marzo 1992   | 1º aprile 1996  |
|                                                              |                    | Ángel Serafín Seriche Dougan | Partito Democratico della Guinea Equatoriale                   | 1999            | 1º aprile 1996 | 4 marzo 2001    |
|                                                              |                    | Cándido Muatetema Rivas      | Partito Democratico della Guinea Equatoriale                   |                 | 4 marzo 2001   | 14 giugno 2004  |
|                                                              |                    | Miguel Abia Biteo Boricó     | Partito Democratico della Guinea Equatoriale                   | 2004            | 14 giugno 2004 | 14 agosto 2006  |
|                                                              |                    | Ricardo Mangue Obama Nfubea  | Partito Democratico della Guinea Equatoriale                   |                 | 14 agosto 2006 | 8 luglio 2008   |
|                                                              |                    | Ignacio Milam Tang           | Partito Democratico della Guinea Equatoriale                   | 2008            | 8 luglio 2008  | 21 maggio 2012  |
|                                                              |                    | Vicente Ehate Tomi           | Partito Democratico della Guinea Equatoriale                   | 2013            | 21 maggio 2012 | 22 giugno 2016  |
|                                                              |                    | Francisco Pascual Obama Asue | Partito Democratico della Guinea Equatoriale                   |                 | 22 giugno 2016 | 1 febbraio 2023 |
|                                                              | Manuela Roka Botey |                              | Partito Democratico della Guinea Equatoriale                   | 1 febbraio 2023 | 16 agosto 2024 |                 |
|                                                              |                    | Manuel Osa Nsue Nsua         | Partito Democratico della Guinea Equatoriale                   |                 | 16 agosto 2024 | in carica       |